# Gibby Gibson
Orenthal Hayes "Gibby" Gibson is een personage uit de Amerikaanse televisieserie iCarly, gespeeld door Noah Munck.
Gibby is een vriend van Carly Shay, Sam Puckett en Freddie Benson. Hij wordt vaak door Sam omschreven als een "nerd" en is doorgaans slachtoffer van haar pesterijen. Gibby neemt soms zijn broertje Guppy (Ethan Munck) mee naar de webshow. Vanaf het vierde seizoen van de serie werd Gibby een hoofdpersonage.